# Nicolas-Augustin de La Croix d'Azolette
Nicolas-Augustin de La Croix d'Azolette, né le 15 juillet 1779 à Propières au château du Plumet (aujourd'hui dans le Rhône) et décédé le 6 juin 1861 à Lyon, est un ecclésiastique français.

## Biographie
Curé de l'église Saint-Bruno des Chartreux à Lyon, il devient vicaire général du diocèse de Belley dans l'Ain avant d'être nommé évêque de Gap en 1837. Il est préconisé archevêque d'Auch en 1840 après avoir refusé l’archevêché de  Paris pour des raisons de santé, les mêmes qui lui feront déposer sa démission en 1856.
Il se retire aux Chartreux de Lyon, dont il fut l'un des pères fondateurs. Il décède en 1861 et est inhumé dans l'église Saint-Bruno. Il aurait été à l'origine du changement de décision du jury lors de l'orientation du Curé d'Ars.

## Distinction
- Chevalier de la Légion d'honneur (1er octobre 1843)[1]

## Armes
De gueules au sautoir d'argent accompagné de 4 roses d'or.